# Лопатоніг рівнинний
Лопатоніг рівнинний (Spea bombifrons) — вид земноводних з роду Spea родини Лопатоноги.

## Опис
Загальна довжина досягає 3—4 см. Спостерігається статевий диморфізм: самиці більші за самців. Голова й тулуб доволі широкі й масивні. Очі з вертикальними зіницями. Має ороговілі вирости з гострими краями на задніх лапах — «лопати», яким може швидко рити землю, зариваючись у м'який ґрунт за кілька секунд. Паратідні гландули відсутні, слухової мембрани (тімпанальної перетинки) не помітно. Шкіра відносно суха, з бородавками. На чолі між очей розташований кістяний горбок, розміром 3-5 см.
Забарвлення коливається від коричневого до сірого з крапочками зеленого кольору. Уздовж спинки і з боків проходять 4 розмиті смужки. На черевці шкіра біла, без плям. У самців горло з боків синюватого або сіруватого відтінку.

## Спосіб життя
Полюбляє посушливі, напівпустельні місцини. Доволі потайлива амфібія. активна виключно вночі або після дощу. Велику частину часу проводить зарившись у землю. Живиться комахами, іншими безхребетними.
Розмножуються у травні-серпні, після дощів, у тимчасових водоймах. Крики самців короткі, нагадують крики качок. Самиця відкладає у кладку від 10 до 250 ікринок, прикріплюючи її до водних рослин в декількох сантиметрах від поверхні. Пуголовки завдовжки до 7 см з'являються з ікри через 48 годин і розвиваються протягом 21—40 днів. Пуголовки хижі, можуть поїдати пуголовок інших видів або навіть молодих жаб. Їх ротовий апарат влаштований так, що вони мають дзьобоподібний виступ на верхній щелепі та виїмку на нижній.

## Розповсюдження
Мешкає у провінціях Альберта, Саскачеван (Канада), штатах Аризона, Арканзас, Колорадо, Айова, Міссурі, Монтана, Техас (США), Чіуауа і Тамауліпас (Мексика).